# La Manekine

La Manekine est un roman en 8591 vers octosyllabes, écrit par Philippe de Rémi, vers 1240, en ancien français. Jean Wauquelin en a fourni une mise en prose.

## Présentation
Le roi de Hongrie promet à son épouse mourante de se remarier si nécessaire uniquement à une femme qui lui ressemblerait. Une longue recherche montre que seule leur fille unique, Joïe, correspond à de tels critères. L'opposition du roi (et de la jeune femme) à un tel mariage est balayée par les seigneurs et le clergé qui se chargent d'un tel péché. Le jour des noces, elle finit par se présenter "incomplète" : elle s'est coupée la main gauche. Une signification du surnom Manekine est manchote.
Le roi entre en fureur et ordonne qu'elle soit brûlée vive...

## Études
Christiane Marchello Nizia offre en 1980 une nouvelle mise en français moderne, avec en postface une brève étude : Entre Œdipe et Carnaval de ce conte populaire aux allures de roman chrétien édifiant, mais également amoureux et courtois : désir paternel incestueux, mutilation de la fille trop aimée...
Donatien Laurent, dans sa préface, en 1980, affirme que le thème de la fille aux mains coupées, conte-type n° 706 (Aarne et Thompson), se retrouve dans environ 450 variations du folklore ouest-européen.